# 莱顿天文台
莱顿天文台是荷兰南荷兰省莱顿的一座天文台。

## 历史
1633年莱顿大学建造了该天文台，以放置司乃耳象限，也是目前世界上最古老的仍在运行的大学天文台（此前中世纪大学教授的天文学多为理论性的，而天文观测多由私人仪器完成，而非大学天文台。可参见望遠鏡、天文台和觀測技術年表。
起初该天文台使用Rapenburg上的莱顿大学主要建筑的房顶作为观测平台。1860年，一座大型现代化天文台在Witte Singel拔地而起。此建筑成为天文系的系址，直到该系于1974年搬到莱顿城西北部的科学校区。尽管莱顿不再进行专业性天文观测，但该系仍自称“莱顿天文台”。如今天文学家们转而去大天文台如智利ESO的VLT。

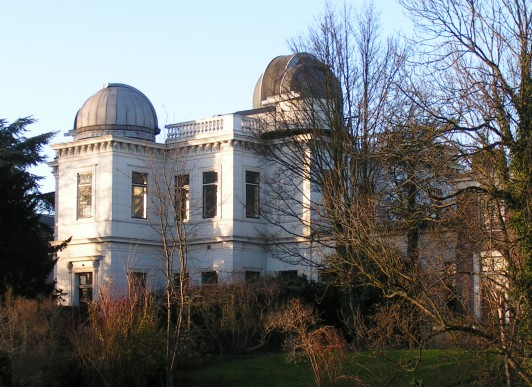
建于1860年莱顿天文台的第二座建筑。该建筑现为生物系所用。屋顶上有两个光学望远镜穹顶。

该天文系（Sterrewacht Leiden （页面存档备份，存于））是荷兰最大的天文系，享有国际知名度，其研究方向囊括天文学内的众多领域。
许多知名天文学家和物理学家曾在莱顿天文台工作过，比如威廉·德西特，埃希纳·赫茨普龙和扬·奥尔特，他们都曾担任台长。另一位著名的前雇员是雅各布斯·卡普坦。

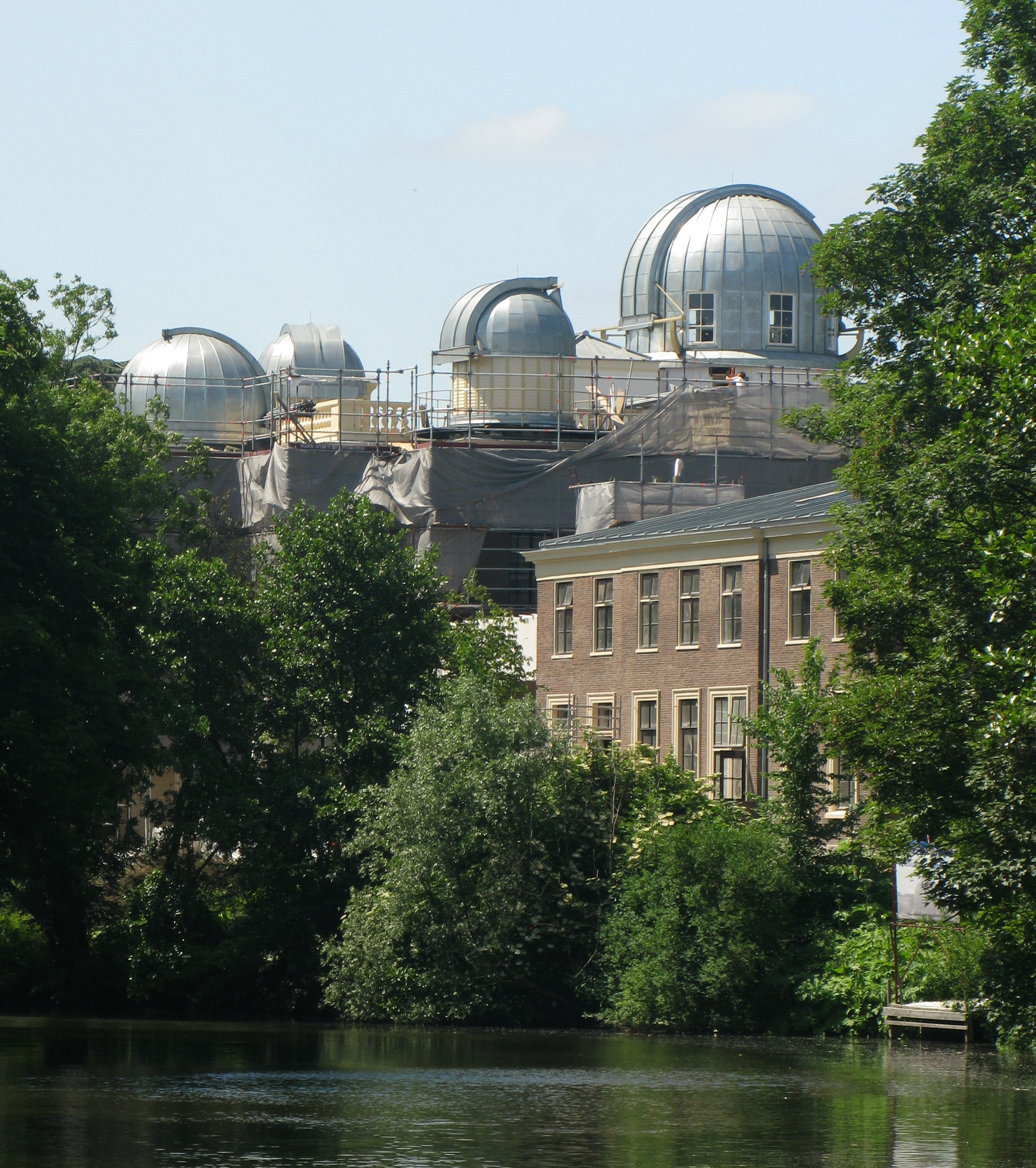
翻修中的莱顿天文台的第二座建筑（摄于2010年）

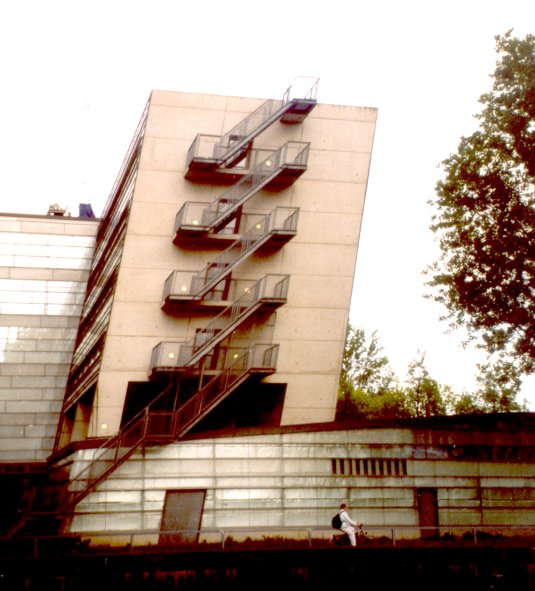
莱顿天文台建筑之一

## 历任台长
- 弗雷德里克·凯瑟（Frederik Kaiser）（1838-1872）
- 亨德利库斯·赫拉尔杜斯·范·德桑德·巴库曾（Hendricus Gerardus van de Sande Bakhuyzen）（1872-1918）
- 威廉·德西特（1919-1934）
- 埃希纳·赫茨普龙（1935-1944）
- 扬·奥尔特（1945-1970）
- 亨德里克·克里斯托费尔·范·德胡斯特（Hendrik Christoffel van de Hulst）（1970-2000）
- 乔治·K·迈利（George K. Miley）（2000-2003）
- 蒂姆·德齐乌（Tim de Zeeuw）（2003-2007）[1]
- 库恩·库伊肯（Koen Kuijken）（2007-）[2]